# Ceratinops rugosus
Ceratinops rugosus là một loài nhện trong họ Linyphiidae.
Loài này thuộc chi Ceratinops. Ceratinops rugosus được James Henry Emerton miêu tả năm 1909.